# Адольф Генріх Шлеттер
Адольф Генріх Шлеттер (8 січня 1793, Лейпциг — 19 грудня 1853, Париж) — німецький торговець шовком, консул і меценат у Лейпцигу.

## Біографія
Син торговця шовком Саломона Ґотгольда Шлеттера (1750—1814), 1813 року після навчання приєднався до фрайкору «Прапор саксонців-добровольців». З 1814 по 1849 рік він керував компанією, яку отримав від свого батька, що спеціалізувалась на торгівлі французькими шовковими виробами.
Заповів свою велику мистецьку колекцію, яка включала 80 картин і 17 малих скульптур, зокрема найдорожчу картину в колекції в 12 000 франків, Наполеон у Фонтенбло і будинок на Петерштрассе місту Лейпцигу. Заповіт був дійсний за умови, що протягом п'яти років для цієї колекції має бути збудовано музей. 18 грудня 1858 року, за день до п'ятиріччя з дня його смерті, у Лейпцигу відкрився Музей образотворчих мистецтв. Завдяки Шлеттеру Лейпциг відіграв особливу роль у популяризації французького живопису в Німеччині.
Адольф Генріх Шлеттер також підтримував акторів і музикантів, дружив з Кларою і Робертом Шуманами, а також жертвував на соціальні установи.

На честь Адольфа Генріха Шлеттера його іменем названо площу та вулицю в Лейпцигу. У 2011 році Шлеттерплац у районі Мітте, район Zentrum-Süd, перейменовано на Гаудігплац.

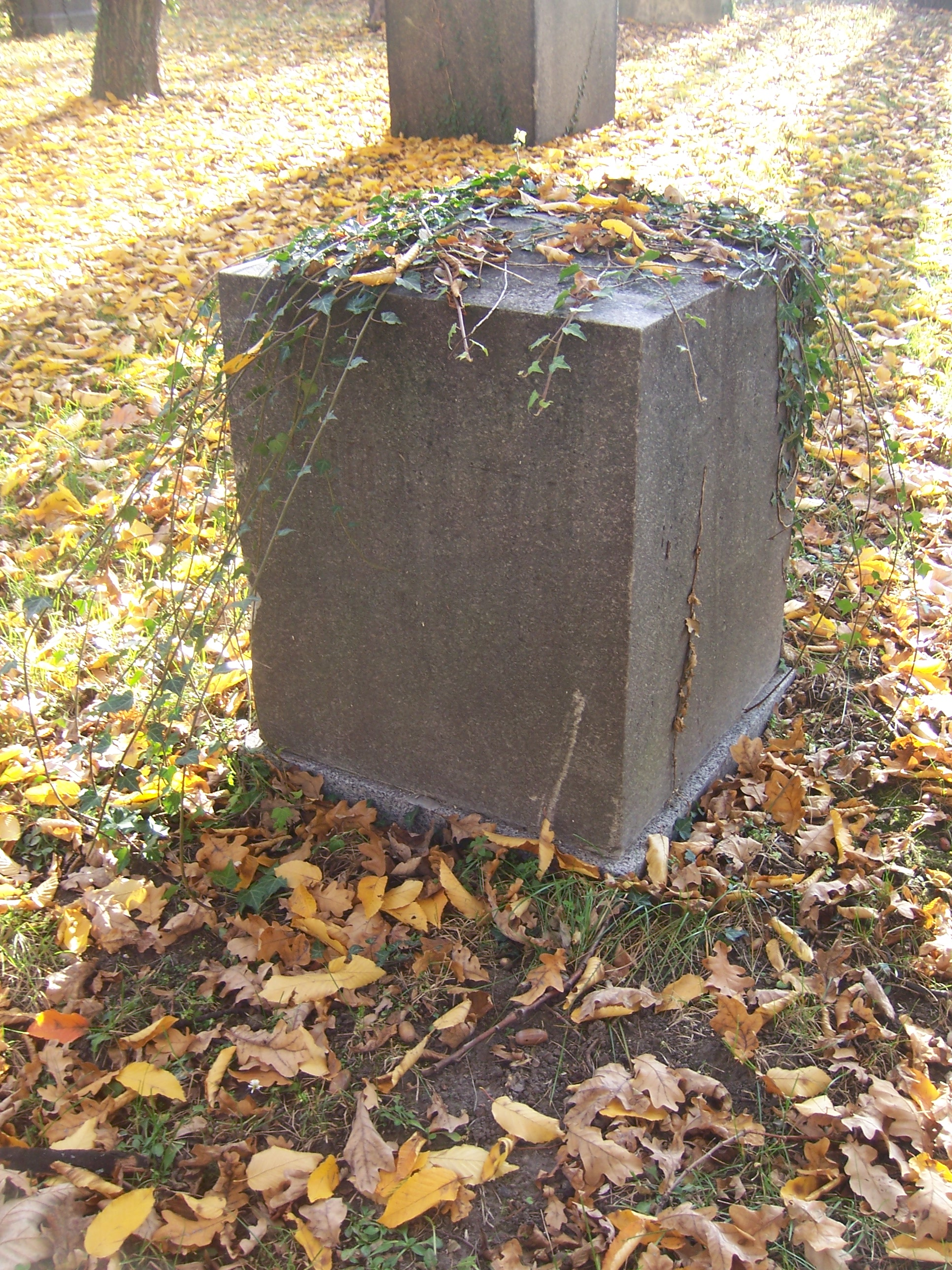
Оригінальний надгробок з Нового цвинтаря Св. Йоганна, тепер: лапідарій, Старий цвинтар Св. Йоганна Лейпциг
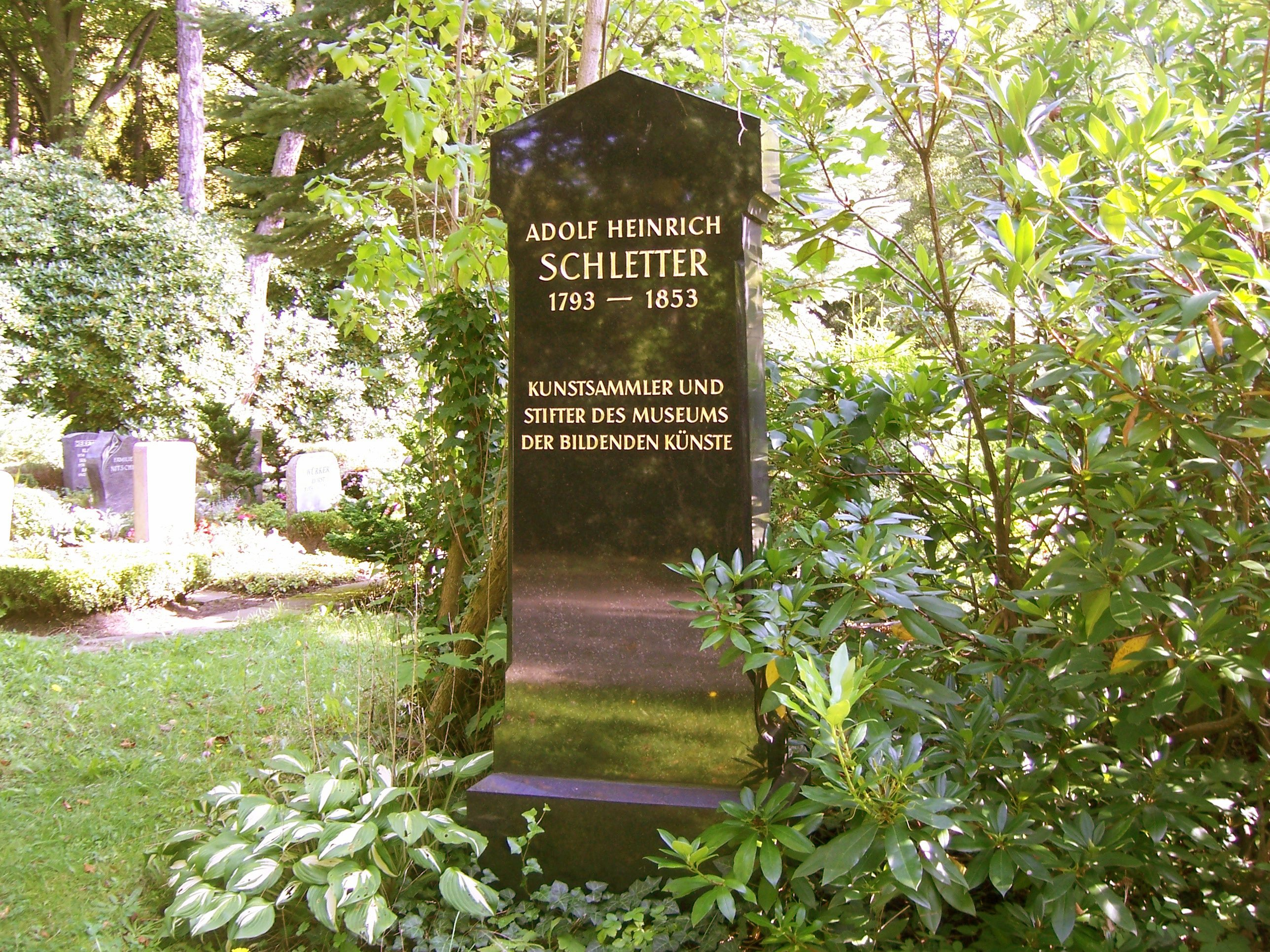
Могила Шлеттера на Південному цвинтарі після перенесення з Нового цвинтаря